# Хіміко-фотографічна промисловість
Хі́міко-фотографі́чна промисло́вість — підгалузь хімічної промисловості, яка виробляє кіно- та фотоплівку і магнітні стрічки, фотопапір і фотопластинки, хімікати для фото- і кіносправи.
На межі ХХ—ХХІ ст. хіміко-фотографічна промисловість перетерпіла суттєву трансформацію з переорієнтацією на спеціальні вироби.